# 竹内貞男
竹内 貞男（たけうち さだお、1934年 - 2020年代）は、日本のジャーナリスト。
フジテレビで報道記者、ニュースキャスター、解説委員として活動した。

## 経歴
愛媛県出身。明治大学英文科卒業。1958年、開局前のフジテレビに入社。カメラマンを経て、1964年に記者へ転向し、国会担当として取材を行う。
その後、サイゴン（現在のベトナム・ホーチミン市）特派員、報道局政経部デスク、報道局解説放送室副室長・解説委員を歴任する。1989年に定年を迎えた後も解説委員待遇の嘱託社員としてフジテレビに残り、1990年代のFNNのニュース番組において、国会記者会館からのリポート及び解説でお馴染みの顔となる。
この他、NPO組織「国際協力支援センター」理事、民間人による選挙制度審議委員会代表世話人、国民政治研究会理事、放送人政治懇話会世話人などを務めた。
2007年時点では客員解説委員としてフジテレビに在籍していたが、2010年以降はマスコミの活動から退いて隠居生活を送っていたとみられる。
2023年1月5日、フジテレビ元アナウンサーの岩佐徹が旧友会を通じて竹内の訃報に接したことを公表する。詳細な没年月日は不明だが、少なくとも2022年末の時点で既に故人となっていた。

## 出演番組
メインを務めた報道番組
| 期間                       | 期間                       | 番組名                   | 役職                                                                  |
| -------------------------- | -------------------------- | ------------------------ | --------------------------------------------------------------------- |
| 1972年4月                  | 1975年9月                  | FNNニュース6:30          | キャスター                                                            |
| 1972年4月                  | 1975年9月                  | FNNテレビ日曜夕刊        | キャスター                                                            |
| 1977年4月                  | 1987年3月                  | FNNニュースレポート23:00 | 山川千秋→俵孝太郎の代行キャスター                                     |
| 1984年3月19日1984年9月24日 | 1984年3月30日1984年9月28日 | FNNニュースレポート6:00  | 逸見政孝の就任前および次番組の『FNNスーパータイム』開始前のつなぎ担当 |
| 1990年4月                  | 2000年3月                  | FNNスピーク              | 平日国会関連の解説レポーター                                          |
| 1990年4月                  | 1997年3月                  | FNNスーパータイム        | 平日国会関連の解説レポーター                                          |
| 1998年4月                  | 2000年3月                  | FNNスーパーニュース      | 平日国会関連の解説レポーター                                          |

その他
- EBCスーパーニュース（コラム）